# Station Partick
Station Partick (Engels: Partick station; Schots-Gaelisch: Stèisean Partaig) is het station van Partick, een deel van de Schotse stad Glasgow. Het station werd in 1979 geopend, als vervanging van een even verderop gelegen station. Bovengronds zijn twee perrons voor treinreizigers, terwijl ondergronds twee perrons van de metro van Glasgow zijn.
Hillhead · Kelvinbridge · St. George's Cross · Cowcaddens · Buchanan Street · St Enoch · Bridge Street · West Street · Shields Road · Kinning Park · Cessnock · Ibrox · Govan · Partick · Kelvinhall